# The White Moth
The White Moth is een Amerikaanse dramafilm uit 1924 onder regie van Maurice Tourneur. Destijds werd de film in Nederland uitgebracht onder de titel De witte vlinder.

## Verhaal
Mona Reid heeft een dansnummer in een casino waarbij ze als een witte vlinder uit een cocon tevoorschijn komt. Robert Vantine wil voorkomen dat zijn broer Douglas met haar trouwt, omdat die al verloofd is met iemand anders. Hij neemt Mona daarom mee naar New York om zelf met haar te trouwen. Wanneer haar danspartner haar het hof maakt, gaat Robert beseffen dat hij ook oprechte gevoelens heeft voor Mona.

## Rolverdeling
| Acteur               | Personage        |
| -------------------- | ---------------- |
| Barbara La Marr      | Mona Reid        |
| Conway Tearle        | Robert Vantine   |
| Charles de Rochefort | Gonzalo Montrez  |
| Ben Lyon             | Douglas Vantine  |
| Edna Murphy          | Gwendolyn Dallas |
| Josie Sedgwick       | Ninon Aurel      |
| Kathleen Kirkham     | Mevrouw Delancey |
| William Orlamond     | Tothnes          |